# Amtsgericht Niesky
Das Amtsgericht Niesky war ein Gericht der ordentlichen Gerichtsbarkeit und ein Amtsgericht in Preußen mit Sitz in Niesky.

## Geschichte
Das königlich preußische Amtsgericht Niesky wurde 1877 im Rahmen der Reichsjustizgesetze gebildet. Der Amtsgerichtsbezirk umfasste den Kreis Rothenburg a.N. ohne die zum Amtsgericht Muskau (dies waren der Stadtbezirk Muskau und die Amtsbezirke Daubitz, Muskau I, Muskau II, Muskau III, Reichwalde, Rietschen und Zibelle) und Amtsgericht Rothenburg (dies waren der Stadtbezirk Rothenburg und die Amtsbezirke Horka, Lodenau, Mückenhain, Sänitz, Spree und Uhsmannsdorf) gehörenden Teile. Das Amtsgericht Niesky war eines von zehn Amtsgerichten im Bezirk des Landgerichtes Görlitz im Gebiet des Oberlandesgerichtes Breslau. Das Gericht hatte damals zwei Richterstellen und war ein mittelgroßes Amtsgericht im Landgerichtsbezirk.
Im Jahre 1945 wurde Preußen von den Siegermächten aufgelöst, und das Amtsgericht Niesky wurde zu einem Amtsgericht im Land Sachsen. Mit der Verordnung zur Änderung von Gerichtsbezirken im Lande Sachsen vom 5. Mai 1951 wurden die Gerichtsbezirke in der DDR an die Landkreise angepasst. Der Sprengel des Amtsgerichtes Niesky war damit der Nachkriegs-Landkreis Niesky. Mit der Verwaltungsreform von 1952 wurde das Amtsgericht Niesky aufgehoben und an seiner Stelle das Kreisgericht Niesky errichtet. Gerichtssprengel war der verkleinerte Kreis Niesky.

## Gerichtsgebäude

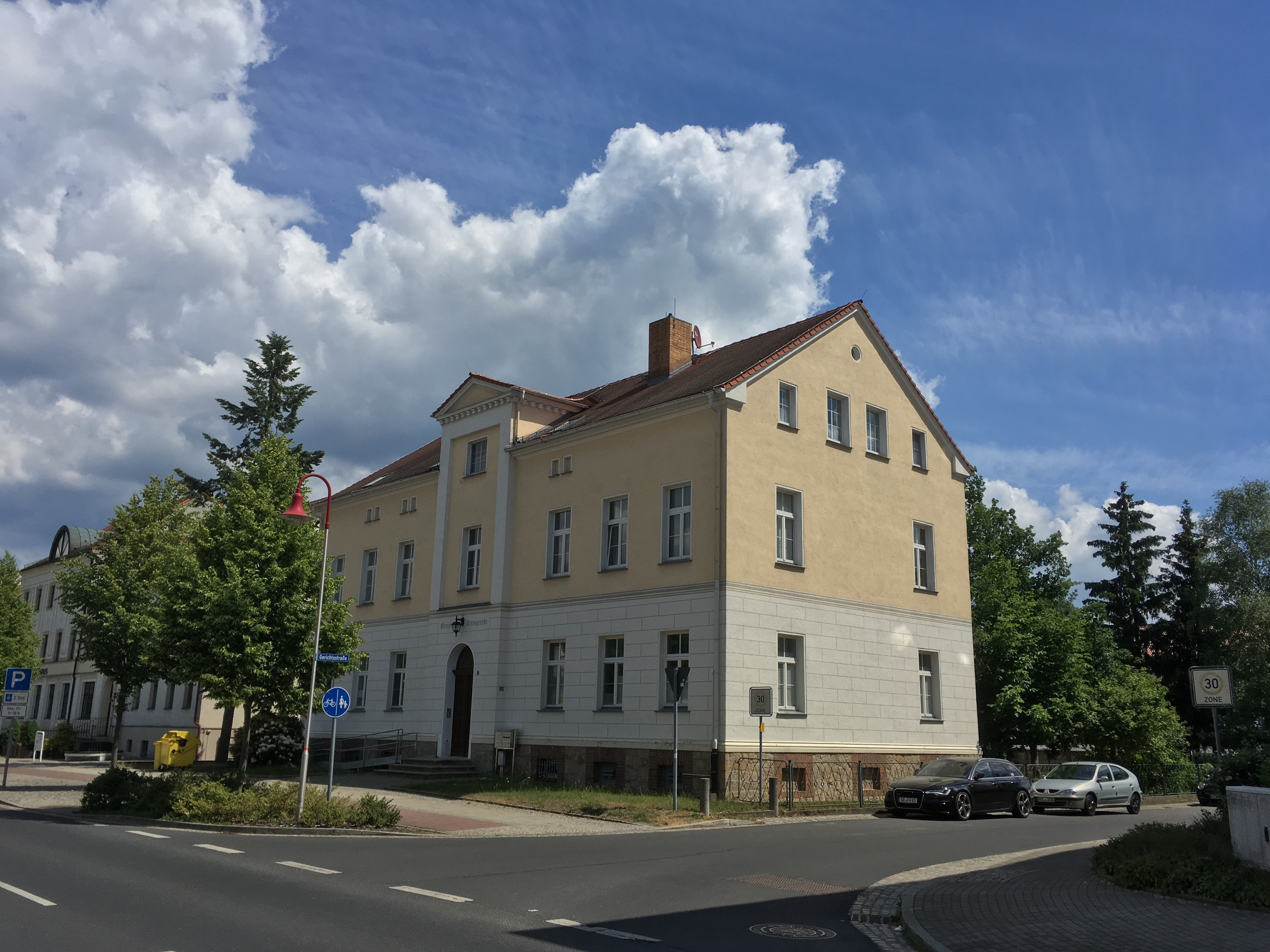
Ehem. Gerichtsgebäude (2018)

Im Juni 1878 vereinbarte der Rothenburger Kreisgerichtsdirektor Boethke mit der Brüdergemeine Niesky, dass diese ein mit zwei Richtern besetztes Amtsgericht und ein daran anschließendes Gefängnis mit einer Kapazität von durchschnittlich zehn Gefangenen bis zum 1. Oktober 1879 errichten sollten. Das Gebäude (Muskauer Straße 18) wurde 1879 eingeweiht. Es ist ein zweigeschossiger, siebenachsiger Putzbau aus Ziegelmauerwerk auf einem Bruchsteinsockel mit Putzquaderung auf Höhe des unteren Geschosses. Der Eingangsbereich ist als schmaler Mittelrisalit mit rundbogigem Portal und vorgelagerter Freitreppe hervorgehoben. Das Gebäude wird heute als Wohnhaus genutzt und steht unter Denkmalschutz.